# Halálozások 1977-ben
Ez a szócikk az 1977-es évben elhunyt nevezetes személyeket sorolja fel.

## December
| Dátum        | Név                   | Foglalkozás / tisztség                                                        | Kor | Forrás |
| ------------ | --------------------- | ----------------------------------------------------------------------------- | --- | ------ |
| december 25. | Charlie Chaplin       | Oscar-díjas angol színész, filmrendező, forgatókönyvíró, producer, zeneszerző | 088 |        |
| december 7.  | Goldmark Péter Károly | magyar-amerikai mérnök, fizikus                                               | 071 |        |

## November
| Dátum       | Név           | Foglalkozás / tisztség                                         | Kor | Forrás |
| ----------- | ------------- | -------------------------------------------------------------- | --- | ------ |
| november 5. | René Goscinny | francia képregényíró (Asterix, Lucky Luke), humorista          | 051 |        |
| november 5. | Guy Lombardo  | kanadai-amerikai hegedűs, zenekarvezető, motorcsónak-versenyző | 075 |        |

## Október
| Dátum       | Név             | Foglalkozás / tisztség                                        | Kor | Forrás |
| ----------- | --------------- | ------------------------------------------------------------- | --- | ------ |
| október 20. | Ronnie Van Zant | amerikai énekes, dalszövegíró, a Lynyrd Skynyrd alapító tagja | 029 |        |
| október 14. | Bing Crosby     | Oscar-díjas amerikai színész, énekes                          | 074 |        |
| október 8.  | Medgyessy Pál   | matematikus                                                   | 057 |        |

## Szeptember
| Dátum          | Név          | Foglalkozás / tisztség                             | Kor | Forrás |
| -------------- | ------------ | -------------------------------------------------- | --- | ------ |
| szeptember 16. | Maria Callas | görög származású amerikai opera-énekesnő (szoprán) | 053 |        |

## Augusztus
| Dátum         | Név           | Foglalkozás / tisztség                                                  | Kor | Forrás |
| ------------- | ------------- | ----------------------------------------------------------------------- | --- | ------ |
| augusztus 29. | Jean Hagen    | Oscar-díjas amerikai színésznő                                          | 054 |        |
| augusztus 16. | Elvis Presley | Grammy-díjas amerikai énekes, zenész, színész, a rock and roll úttörője | 042 |        |

## Július
| Dátum     | Név              | Foglalkozás / tisztség                                                         | Kor | Forrás |
| --------- | ---------------- | ------------------------------------------------------------------------------ | --- | ------ |
| július 9. | Alice Paul       | amerikai feminista aktivista, szüfrazsett                                      | 92  |        |
| július 2. | Vladimir Nabokov | orosz-amerikai író (Lolita), műfordító, kritikus, lepkész, sakkfeladványszerző | 78  |        |

## Június
| Dátum      | Név                | Foglalkozás / tisztség        | Kor | Forrás |
| ---------- | ------------------ | ----------------------------- | --- | ------ |
| június 16. | Wernher von Braun  | német rakétatudós, űrkutató   | 65  |        |
| június 3.  | Roberto Rossellini | olasz neorealista filmrendező | 71  |        |

## Május
| Dátum     | Név           | Foglalkozás / tisztség         | Kor | Forrás |
| --------- | ------------- | ------------------------------ | --- | ------ |
| május 10. | Joan Crawford | Oscar-díjas amerikai színésznő | 073 |        |

## Április
| Dátum | Név | Foglalkozás / tisztség | Kor | Forrás |
| ----- | --- | ---------------------- | --- | ------ |

## Március
| Dátum       | Név              | Foglalkozás / tisztség         | Kor | Forrás |
| ----------- | ---------------- | ------------------------------ | --- | ------ |
| március 14. | Fannie Lou Hamer | amerikai emberi jogi aktivista | 59  |        |

## Február
| Dátum       | Név         | Foglalkozás / tisztség   | Kor | Forrás |
| ----------- | ----------- | ------------------------ | --- | ------ |
| február 18. | Andy Devine | amerikai karakterszínész | 071 |        |

## Január
| Dátum      | Név            | Foglalkozás / tisztség                                                 | Kor | Forrás |
| ---------- | -------------- | ---------------------------------------------------------------------- | --- | ------ |
| január 29. | Freddie Prinze | amerikai színész, komikus                                              | 022 |        |
| január 14. | Anthony Eden   | brit diplomata, politikus, külügyminiszter, miniszterelnök (1955–1957) | 079 |        |
| január 14. | Peter Finch    | ausztrál színész, az első posztumusz Oscar-díjas                       | 60  |        |
| január 2.  | Erroll Garner  | amerikai dzsessz-zongorista, zeneszerző                                | 055 |        |